# Pornichet
Pornichet Pornizhan é uma comuna francesa na região administrativa da Pays de la Loire, no departamento de Loire-Atlantique. Estende-se por uma área de 12,67 km². Em 2010 a comuna tinha 11 250 habitantes (densidade: 887,9 hab./km²).